# Atlético Cuernavaca
Atlético Cuernavaca ist ein mexikanischer Fußballverein aus Cuernavaca im Bundesstaat Morelos.

## Geschichte
Der ursprüngliche Club Atlético Cuernavaca stieg erstmals 1970 in die zweite Liga auf, in der er sich bis zum Abstieg 1973 halten konnte. Nach der Vizemeisterschaft der drittklassigen Segunda División 'B' unter ihrer vorübergehenden Bezeichnung Galicía in der Saison 1988/89 kehrten sie für eine Spielzeit in die seinerzeit noch zweitklassige Segunda División 'A' zurück, stiegen aber unmittelbar wieder ab und benannten sich für die Saison 1990/91 wieder um in Atlético. Am Saisonende belegten sie den dritten Platz, der in dieser Spielzeit aber noch zum Aufstieg berechtigte, so dass sie die unmittelbare Rückkehr in die Segunda División 'A' schafften, in der sie von 1991/92 bis 1993/94 vertreten waren.
Als aufgrund einer Ligareform mit Beginn der Saison 1994/95 die Segunda División drittklassig wurde und die neu geschaffene Primera División 'A' die Rolle der zweiten Liga einnahm, fusionierte Atlético Cuernavaca mit der Escuadra Celeste de Celaya zum Club Atlético Celaya, der einen Startplatz in der neuen Primera División 'A' erhielt.
Später wurde ein neuer Verein namens Atlético Cuernavaca gegründet, der seit der Saison 2007/08 in der viertklassigen Tercera División vertreten ist. Früher der Gruppe III zugeordnet, ist er mittlerweile der Gruppe IV zugeteilt.